# Andrzej Jeziernicki
Andrzej Jeziernicki (ur. 1964) – zwierzchnik i prezbiter naczelny Kościoła Chrześcijan Wiary Ewangelicznej oraz pastor zboru w Kielcach, członek Rady Krajowej Aliansu Ewangelicznego w RP.

## Życiorys
Urodził się w 1964 roku w rodzinie katolickiej. W wieku lat 18 zetknął się z protestantyzmem i podjął decyzję o zmianie wyznania. Związał się z należącym do ruchu zielonoświątkowego Kościołem Chrześcijan Wiary Ewangelicznej. Krótko po wstąpieniu do KChWE podjął służbę kaznodziejską. W wieku 22 lat został powołany na urząd pastora nowo powstałego zboru w Kielcach. W momencie objęcia przez niego tej funkcji wspólnota liczyła zaledwie kilka osób. W przeciągu kilkunastu lat jego służby liczba członków zboru wzrosła do 140. 24 listopada 2001 na synodzie KChWE został wybrany prezbiterem naczelnym, w związku z czym siedziba Kancelarii Kościoła została przeniesiona do Kielc. Jest autorem książki Pastor i starsi zboru w świetle Starego i Nowego Testamentu. Wraz z innymi przywódcami polskich Kościołów ewangelicznych podpisał się w otwartym liście przeciwko deklaracji LGBT+ podpisanej przez prezydenta Warszawy Rafała Trzaskowskiego.
W 2020 roku obronił doktorat na KUL-u.

## Publikacje
- Pastor i starsi zboru w świetle Starego i Nowego Testamentu. Gdynia: wyd. Barnaba, 2002. ISBN 83-909404-3-4. Brak numerów stron w książce[3]
- Wybierz błogosławieństwo. Szczecin: Instytut Wydawniczy „Compassion”, 2009. ISBN 978-83-8991-861-1. Brak numerów stron w książce[4]
- Kościół Chrześcijan Wiary Ewangelicznej w Polsce. Studium teologicznoekumeniczne. Warszawa: Wydawnictwo Naukowe Semper, 2021. ISBN 978-83-7507-308-9. Brak numerów stron w książce